# FK Mynaï
Maillots
Actualités
Le Futbolny klub Mynaï (en ukrainien : Футбольний клуб «Минай»), plus communément abrégé en FK Mynaï, est un club ukrainien de football fondé en 2015 et basé dans le village de Mynaï, situé dans la banlieue d'Oujhorod.
Il évolue en première division ukrainienne depuis la saison 2020-2021.

## Histoire
Le club est fondé en 2015 par Valeriy Peresolyak, alors chef des douanes de la ville de Tchop,. Durant ses premières années, l'équipe évolue d'abord dans les compétitions régionales de l'oblast de Transcarpatie avant d'intégrer dès 2017 le championnat national amateur, quatrième division nationale. Après une saison à ce niveau, qui voit Mynaï terminer premier de son groupe, le club parvient à obtenir le statut professionnel et accède dans la foulée à la troisième division.
Pour sa première saison au niveau professionnel, le FK Mynaï parvient une fois de plus à dominer son groupe pour décrocher une deuxième promotion d'affilée au deuxième échelon. Il échoue cependant à remporter le titre de champion, étant vaincu en finale par le Kremin Krementchouk, vainqueur de l'autre groupe du championnat.
Continuant sur sa lancée des saisons précédentes, le club passe le plus clair de l'exercice 2019-2020 dans les premières positions et termine finalement vainqueur du championnat de deuxième division, obtenant une troisième promotion d'affilée pour rallier la première division, deux ans après ses débuts professionnels. Cette même saison voit par ailleurs l'équipe atteindre les demi-finales de la Coupe d'Ukraine, où il est finalement éliminé par le Dynamo Kiev.
À l'issue de la saison 2020-2021, Mynaï termine dernier du championnat et assure sa relégation lors de l'avant-dernier tour. Dans la foulée de cette descente, des rumeurs quant à la dissolution du club en fin d'exercice font leur apparition. Finalement, il profite du retrait de l'Olimpik Donetsk pour être repêché dans l'élite pour l'exercice 2021-2022.

## Bilan sportif

### Palmarès
| Compétitions nationales |
| --- |
| - Championnat d'Ukraine de deuxième division (1) : - Champion : 2019-2020. - Championnat d'Ukraine de troisième division (1) : - Champion : 2018-2019. |

### Bilan par saison
| Saison    | Championnat | Championnat | Championnat | Championnat | Championnat | Championnat | Championnat | Championnat | Championnat | Championnat | Coupe d'Ukraine     |
| Saison    | Division    | Pos         | Pts         | J           | V           | N           | D           | BP          | BC          | Diff        | Coupe d'Ukraine     |
| --------- | ----------- | ----------- | ----------- | ----------- | ----------- | ----------- | ----------- | ----------- | ----------- | ----------- | ------------------- |
| 2017-2018 | 4e groupe 1 | 1er         | 37          | 16          | 11          | 4           | 1           | 34          | 9           | +25         | —                   |
| 2018-2019 | 3e groupe A | 1er         | 49          | 27          | 15          | 4           | 8           | 41          | 26          | +15         | Huitièmes de finale |
| 2019-2020 | 2e          | 1er         | 62          | 30          | 19          | 5           | 6           | 51          | 27          | +14         | Demi-finales        |
| 2020-2021 | 1re         | 14e         | 18          | 26          | 4           | 6           | 16          | 16          | 47          | -31         | Huitièmes de finale |
| 2021-2022 | 1re         | 15e         | 10          | 18          | 1           | 7           | 10          | 12          | 30          | -18         | Seizièmes de finale |
| 2022-2023 | 1re         | 10e         | 33          | 30          | 8           | 9           | 13          | 22          | 33          | -11         | —                   |

Légende
- Promotion en division supérieure.
- Relégation en division inférieure.

## Personnalités du club

### Présidents
- Valeriy Peresolyak

### Entraîneurs
| - Viatcheslav Pinkovskyi (2015) - Mykola Hibaliouk (2016) - Mykhaïlo Ivanitsia (2016) - Mykola Hibaliouk (2017) - Ihor Kharkovchtchenko (janvier 2018-mai 2019) - Kirill Kourenko (mai 2019-juin 2019) | - Vasyl Kobin (juin 2019-mars 2021) - Mykola Tsymbal (mars 2021-juin 2021) - Vasyl Kobin (juin 2021-septembre 2021) - Ihor Leonov (octobre 2021-décembre 2021) - Volodymyr Sharane (janvier 2022- ) |